# Jean Mossoux
Jean Mossoux (28 september 1928 - 20 oktober 1982) was een Belgisch handballer.

## Levensloop
Mossoux startte met handbal omstreeks zijn 21e levensjaar (1949) bij ROC Flémalle. Er was op dat moment nog geen officiële competitie in België. Vanaf de oprichting van de Belgische competitie (en federatie) in 1958 werd hij aanvoerder van dit team. Met Flémalle domineerde hij de eerste competitiejaren, wat resulteerde in negen landstitels en driemaal eindwinst in de Beker van België. Ook werd hij zesmaal uitgeroepen tot handballer van het jaar.